# オこザさ
オこザさは、北海道出身の漫才師上海ドールが北海道文化放送のローカル番組「ヌルマユ上海兄弟」にて、2006年5月に結成したロックバンドである。
「♪さき」はUHB「君のもとへかける虹」のエンディングテーマになっている。
音源は現在のところない。

## メンバー
- ことみ（1985年1月23日 - ）
- オジョー（1981年6月14日 - ）
- ザッキー（ブーメラン学園、1986年4月26日 - ）
- 酒井先生（ブーメラン学園、1987年1月23日 - ）

## 概要
ギターを弾けるオジョー、ドラムが叩けることみが番組スタートする前から念願だった夢のバンド企画で、企画のタイトルは「運命のバンド」である。

### リーダー
- 運命の箱が用意され、今後のバンドの重要な決定をする時に全部この箱で決める。各メンバーがリーダーに相応しいと思った人物を書いて運命の箱に投入し、さらにくじ引きで運命の箱を誰が引くか抽選で決めた。ことみが運命の箱を引く事になった結果、ザッキーがリーダーに選ばれた。